# 佛照楼旅馆
佛照楼旅馆始建于1880年，坐落于当时天津法租界的狄总领事路〔Rue Dillon〕（今和平区哈尔滨道48号），曾经为天津市和平区文物保护单位，也称中共顺直省委常委会议旧址。 2011年3月31日，佛照楼旅馆被拆除。

## 历史
佛照楼建于1880年左右，当时是广东人开的客栈，客栈原有二十多间客房。晚清著名小说家吴趼人在《二十年目睹之怪现状》第67和69回，曾两次提到天津的佛照楼。在他的另一部小说《恨海》的第三回「紫竹林无处访鸿泥，八百户暂时驻芳趾」以及第六回「火熊熊大劫天津卫，病恹恹权住济宁州」中，也曾提到过主人公住宿佛照楼的情景。中华人民共和国成立后佛照楼旅馆一度为天津信托公司招待所，楼下是办公区，楼上则是工作人员的家属居住区。后逐渐成为民宅，但人们仍习惯叫它佛照楼。

## 建筑特点
佛照楼旅馆为砖木结构的二层楼房，外立面为天津老城城墙青砖，整幢建筑坐北朝南，共设有三间门面，门前的台阶连接一座拱形门廊，门廊里三面木质回廊形成一道狭长天井，居中是长长的院子。院内三面原有木质迴廊，顶部原设有封闭式带天窗的玻璃罩棚，后被拆除。旅馆内部一楼地面全部用明亮的水磨石铺成，二楼过道和房间全部是红木地板，后被换成了水泥路面。当时佛照楼里的拱形门廊是由城墙砖筑成的，门廊后面是一个大照壁，照壁前后各有一口大荷花缸。大门上方悬挂着刘萝扬书写的“佛照楼旅馆”金字招牌。

## 旅居名人
- 1894年6月，孙中山从上海乘轮船北上第一次来到天津托人上书李鸿章“以陈时势之得失”，在天津法租界紫竹林码头登岸，下榻地点便是佛照楼旅馆。
- 1919年3月，时任北京大学图书馆助理员的毛泽东为送赴法国勤工俭学的留学生，来到天津也住于佛照楼旅馆，并前往塘沽观海潮，留下“苍山辞祖国，溺水投邻村”的诗句。
- 1925年五卅惨案发生后，为声援上海工人的罢工斗争，当时负责党内工人运动的贺昌同志来到天津，以佛照楼旅馆作联络点，领导天津海员工人罢工，组织建立海员工会，推动了天津工人运动的发展。[6]
- 1928年12月，中共中央委派政治局常委、中央组织部长周恩来、刘少奇、陈潭秋、郭宗鉴、韩会连、张兆丰等人来到天津传达了中共六大精神并整顿了北方党组织，在佛照楼旅馆二楼主持召开了改组后的中共顺直省委常委会议。[7][8]

## 内部链接
- 怀仁堂